# Manzano (Friaul-Julisch Venetien)

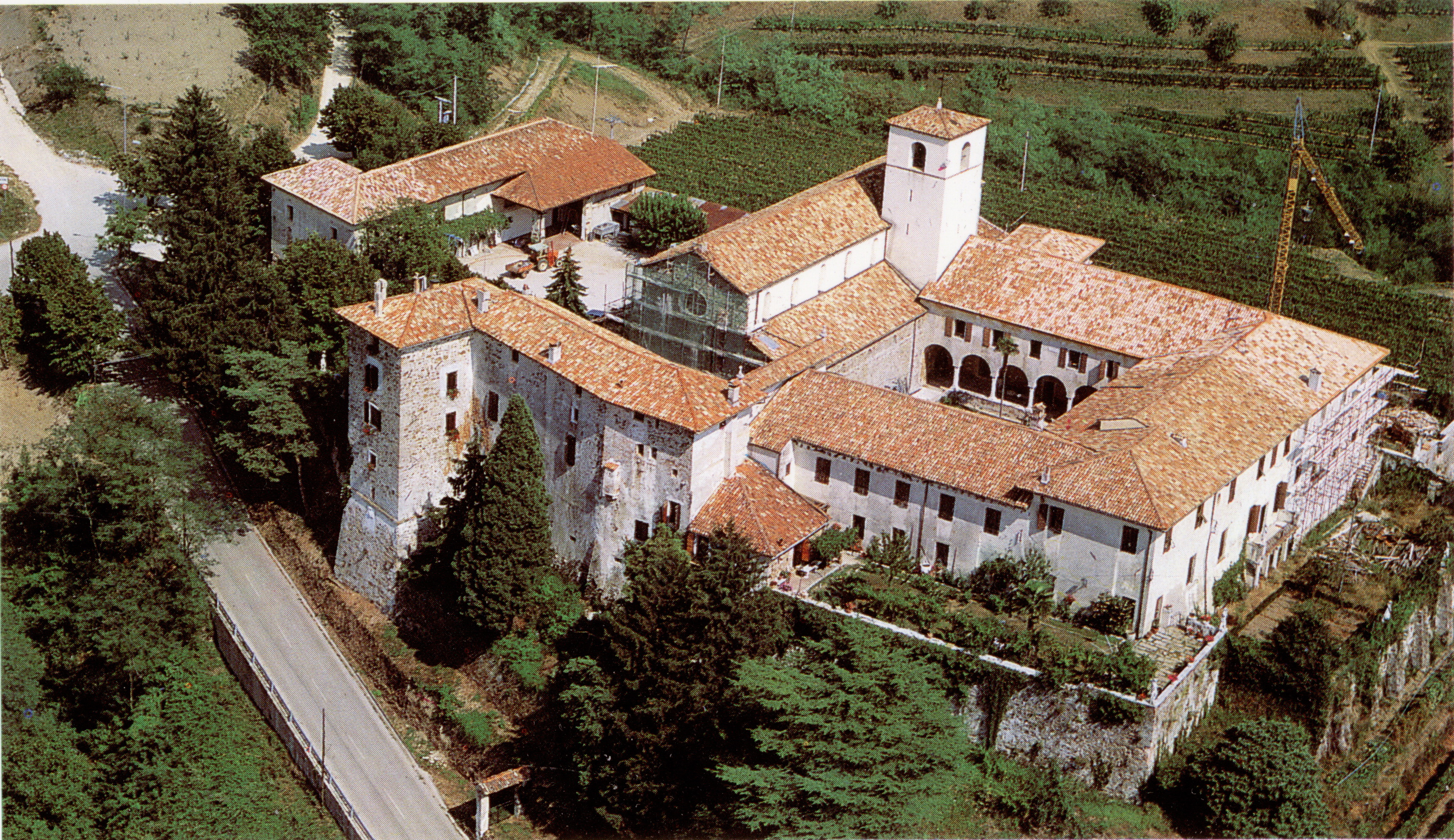
Abtei von Rosazzo

Manzano (im friaul-julischen Dialekt: Manzan, deutsch: Mantzan) ist eine nordostitalienische Gemeinde (comune) mit 6333 Einwohnern (Stand 31. Dezember 2023) in der Region Friaul-Julisch Venetien. Die Gemeinde liegt etwa 14 Kilometer südöstlich von Udine am Natisone.

## Geschichte
Von historischer Bedeutung ist die Abtei im Ortsteil Rosazzo, die zwischen 958 und 967 errichtet wurde.

## Verkehr
Die Gemeinde liegt mit einer Haltestation an der Bahnstrecke Udine–Triest. In gleicher Richtung verläuft die Strada Statale 56 di Gorizia durch die Gemeinde.

## Gemeindepartnerschaften
Manzon unterhält Partnerschaften mit der kroatischen Gemeinde Labin in der Gespanschaft Istrien und seit 1983 mit der bayerischen Stadt Wolfratshausen.